# Hiascoactinus boryeongensis
Hiascoactinus boryeongensis è un pesce osseo estinto, appartenente ai redfieldiiformi. Visse nel Triassico superiore (circa 230 - 202 milioni di anni fa) e i suoi resti fossili sono stati ritrovati in Corea del Sud.

## Descrizione
Questo pesce era lungo circa una ventina di centimetri, e come molti suoi simili possedeva un profilo piuttosto slanciato, pesanti scaglie ricoperte di ganoina e una pinna dorsale piuttosto arretrata. Tra le caratteristiche peculiari che contraddistinguevano Hiascoactinus, si ricordano la scarsa ornamentazione delle ossa dermiche del cranio con l'eccezione della regione del muso, la presenza di due ossa suborbitali eteromorfe disposte verticalmente dietro il postorbitale, un soprascapolare a forma di pistola e pinne dorsale e anale con membrane separate tra i raggi. La pinna dorsale, inoltre, era più ridotta rispetto alla grande pinna anale. 

## Classificazione
Hiascoactinus è un membro dei redfieldiiformi, un gruppo di pesci subolostei tipici del Triassico e dell'inizio del Giurassico; Hiascoactinus, in particolare, è considerato un membro basale del gruppo a causa della presenza di un anteopercolo, ed è il primo redfieldiiforme noto in Asia con certezza. 
Hiascoactinus boryeongensis venne descritto per la prima volta nel 2020, sulla base di un esemplare quasi completo proveniente dalla formazione Amisan in Sud Corea, in sedimenti risalenti al Triassico superiore di origine dulciacquicola.

## Importanza paleogeografica
La posizione filogenetica basale di Hiascoactinus indica che i redfieldiiformi si diffusero dal Gondwana meridionale verso la Laurasia orientale attraverso i sistemi di acqua dolce continentali; evidentemente queste due masse continentali erano ancora connesse in qualche modo durante il Triassico.